# Tshiutahvärri
Tshiutahvärri är en kulle i Finland.   Den ligger i den ekonomiska regionen Norra Lappland och landskapet Lappland, i den norra delen av landet, 1 000 km norr om huvudstaden Helsingfors. Toppen på Tshiutahvärri är 320 meter över havet, eller 90 meter över den omgivande terrängen. Bredden vid basen är 1,9 km.
Terrängen runt Tshiutahvärri är huvudsakligen platt.  Trakten runt Tshiutahvärri är nära nog obefolkad, med mindre än två invånare per kvadratkilometer. Det finns inga samhällen i närheten. Omgivningarna runt Tshiutahvärri är i huvudsak ett öppet busklandskap.